# Grammatonotus
Grammatonotus is een geslacht van straalvinnige vissen uit de familie van zeebaarzen (Callanthiidae).

## Soorten
- Grammatonotus ambiortus Prokofiev, 2006
- Grammatonotus crosnieri (Fourmanoir, 1981)
- Grammatonotus lanceolatus (Kotthaus, 1976)
- Grammatonotus laysanus Gilbert, 1905
- Grammatonotus macrophthalmus Katayama, Yamamoto & Yamakawa, 1982
- Grammatonotus surugaensis Katayama, Yamakawa & Suzuki, 1980